# Megascolex caeruleus
Megascolex caeruleus (häufiges Synonym Megascolex coeruleus) ist der Name einer Art von Wenigborstern aus der Familie der Megascolecidae (Riesenregenwürmer) in der Ordnung der Crassiclitellata (Regenwürmer im weiteren Sinne), die in Sri Lanka verbreitet ist und eine Länge von etwa einem Meter erreicht.

## Merkmale
Megascolex caeruleus hat einen zylindrischen Körper und wird etwa 80 cm bis 1 m lang und 2,5 cm bis 3 cm breit, wobei ausgewachsene Tiere etwa 270 Segmente haben. Auffällig ist die oft glänzend blaue Färbung, wobei stark durchblutete Teile wie der Kopflappen durch das hämoglobinhaltige Blut rot gefärbt sein können. Zur Seite hin können die Segmente orangegelb werden und auf der Bauchseite auch ganz gelb sein. An jedem Segment sitzen zahlreiche Borsten, deren Anzahl an den hinteren Segmenten etwa 140 beträgt, am 5. Segment dagegen nur 36. Ab der Furche zwischen dem 6. und dem 7. Segment sitzen in den Furchen am Rücken Dorsalporen.
Die Coelomräume sind ab dem Übergang vom 4. zum 5. Segment septiert, wobei die Septen zwischen dem 8. und dem 13. Segment verdickt sind. Der Darmkanal weist im 5. Segment einen Kaumagen und vom 10. bis zum 15. Segment Kalkdrüsen auf. Der Mitteldarm beginnt im 17. Segment und hat vom 112. bis zum 133. Segment eine Reihe von Mitteldarmdrüsen.
Das Rückengefäß des geschlossenen Blutgefäßsystems ist im Vorderteil des Körpers durch ein zusätzliches supraintestinales Gefäß ergänzt. In den Segmenten vom 6. bis zum 13. Segment sitzen 8 Paar Herzen, von den die ersten drei im 6. und 7. Segment als Lateralherzen das Rückengefäß mit Kapillaren des Kaumagens, das Lateralherz im 8. Segment das Rückengefäß direkt dem Bauchgefäß verbinden, die folgenden fünf vom 9. bis zum 13. Segment dagegen als Laterointestinalherzen mit dem Rückengefäß wie auch dem supraintestinalen Gefäß verbunden sind und sowohl das Kapillarwerk des Darms als auch der Körperwand versorgen.
Das mit Borsten besetzte Clitellum ist hinten sattelförmig und reicht vom 13. bis zum 21. Segment. Wie alle Gürtelwürmer ist der Riesenregenwurm ein Zwitter, dessen unpaare weibliche Geschlechtsöffnung bauchseitig am 14. Segment und dessen Paar männlicher Geschlechtsöffnungen zwischen den bauchseitigen Borsten des 18. Segments sitzen Am 18. Segment sitzen zudem zwei Papillen, an denen kleine weiße Drüsen nach außen münden. Die 2 Paar Receptacula seminis sitzen im 8. und im 9. Segment und haben jeweils einen kleinen Blindsack. Die Spermienleiter haben kleine und kompakte Drüsen.

## Verbreitung, Lebensraum und Lebensweise
Megascolex coeruleus ist in den Tieflandregenwäldern auf der Insel Sri Lanka verbreitet. Wie andere Crassiclitellaten ist er ein Substratfresser, der die organischen Bestandteile des verschluckten Erdbodens verdaut.

## Name
Robert Templeton wählte 1844 bei seiner gleichzeitigen Beschreibung der Gattung und der Art den griechischen Gattungsnamen Megascolex (μεγασκώληξ) „großer Wurm“ (altgriechisch μέγας mégas „groß“ und σκώληξ skṓlēx „Wurm“) und das lateinische Artepitheton caeruleus „himmelblau“. Alfred Gibbs Bourne verwendete 1891 die Schreibweise Megascolex cœruleus, bezog sich aber ausdrücklich auf Templeton. Die Nennung von „Megascolex caeruleus Templeton 1844“ und „Megascolex coeruleus Bourne 1891“ wie bei ITIS als zwei eigene gültige Artbeschreibungen ist somit falsch.